# سرلیپوناز آلفا
سرلیپوناز آلفا (انگلیسی: Cerliponase alfa) با نام تجاری «برینورا» (Brineura) یک داروی جایگزینی آنزیم در درمان بیماری باتن است که نوعی لیپوفوشینوز سروئید نورونی محسوب می‌شود.
سازمان غذا و دارو آمریکا این دارو را در ۲۷ آوریل ۲۰۱۷ میلادی جهت کُندکردن سیر معلولیت (عدم توانایی در راه رفتن) در کودکان بالای ۳ سال و مبتلا به لیپوفوشینوز سروئیدِ نورونیِ دیرهنگامِ نوع ۲ در نوزادان (CLN2) مورد تأیید قرار داد. نام دیگر این بیماری «کمبود تری‌پپتیدیل پپتیداز ۱» (TPP1) است. این دارو در ۳۰ مه ۲۰۱۷ میلادی توسط آژانس دارویی اروپا نیز مورد پذیرش واقع شد.
سرلیپوناز آلفا از طریق تزریق به‌داخل ونتریکول‌های مغزی تجویز شده و جذب بالایی در مغز دارد.